# Herbert Widmayer

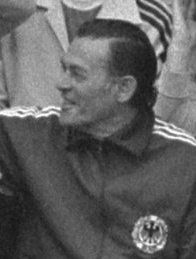
Herbert Widmayer (1974)

Herbert Widmayer (* 17. November 1913 in Kiel; † 31. Juli 1998 in Frechen) war ein deutscher Fußballspieler und -trainer. Als Trainer gewann er mit dem 1. FC Nürnberg im Jahre 1961 die deutsche Meisterschaft und 1962 den DFB-Pokal. Widmayer wurde im Oktober 1963 als erster Trainer der Bundesligageschichte entlassen. Mit der Auswahl des Badischen Fußballverbandes gewann er 1967 und 1969 den Amateur-Länderpokal.

## Spielerlaufbahn
Herbert Widmayer begann seine Fußball-Laufbahn bei der Kieler SV Holstein, bei der auch sein Bruder Werner spielte. Von 1933 bis 1938 war er bei Eintracht Braunschweig.

## Trainer von 1948 bis 1979

### Ausbildung und die ersten zwölf Jahre
Widmayer wurde im ersten Trainer-Lehrgang 1948 unter Bundestrainer Sepp Herberger ausgebildet.
Auf Empfehlung Herbergers erhielt er den Trainerposten beim VfL Osnabrück in der Oberliga Nord, der 1949 und 1950 jeweils den dritten Platz erreichte. In der Saison 1949/50 trat er dabei noch einmal selbst in einem Oberligaspiel an. Im Februar 1950 bat er um vorzeitige Vertragslösung, um Trainer beim Fußball-Verband Westfalen zu werden. Er blieb dort bis 1954. Von 1954 bis 1955 war er beim Hessischen Fußball-Verband tätig. 1955/56 trainierte er den SV Sodingen in der Oberliga West. Der Vizemeister von 1955 wurde in dieser Saison Neunter. In der folgenden Saison ging er zum Oberligaaufsteiger VfL Bochum, mit dem er zunächst Zehnter wurde und 1957/58 als 14. nur knapp die Klasse hielt. Nach einem vierten Platz in der Folgesaison verabschiedete er sich 1960 mit einem elften Platz. 1961 sollte der VfL Bochum wieder absteigen.

### 1. FC Nürnberg
Widmayer heuerte zum Saisonbeginn 1960/61 beim, damals mit sieben Titeln Rekordmeister, 1. FC Nürnberg an. Die letzte Meisterschaft der Franken datierte aber bereits aus dem Jahre 1948, der ersten nach dem Zweiten Weltkrieg ausgetragenen Endrunde, und wurde noch mit den Namen Schaffer, Kennemann, Gebhardt und Pöschl in Verbindung gebracht. Von dieser Generation war nur noch Max Morlock, der Weltmeister von 1954, aktiv.
Auf Anhieb gelang der Gewinn der süddeutschen Meisterschaft in der Oberliga Süd. Das von ihm gegenüber seinem Vorgänger Franz „Bimbo“ Binder neu beim „Club“ eingeführte Intervalltraining in der Laufschule fruchtete schnell und führte die Mannschaft zusammen mit dem vorhandenen spielerischen Können nebst der harmonierenden Kameradschaft in die Endrunde 1961. Darin setzte sich das Team gegen Werder Bremen, 1. FC Köln und Hertha BSC durch und zog in das Endspiel am 24. Juni 1961 in Hannover gegen Borussia Dortmund ein. Das Finale wurde mit 3:0 gegen die von Trainer Max Merkel betreuten Dortmunder gewonnen. Das Besondere an dieser Meistermannschaft – sie errang für Nürnberg den achten Meistertitel – war die komplette Zusammensetzung aus Spielern der Club-Jugend (Morlock, Reisch, Wenauer, Flachenecker, Haseneder) und der näheren fränkischen Heimat (Wabra, Derbfuß, Hilpert, Zenger, Strehl, Müller). Nach der Meisterrunde wurde Max Morlock zum „Fußballer des Jahres“ und das Team zur „Mannschaft des Jahres“ gewählt. Die Spieler Stefan Reisch, Heinz Strehl und Ferdinand Wenauer kamen zu Einsätzen in der Nationalmannschaft.
Die Meisterschaft qualifizierte die Nürnberger für die Teilnahme am Europapokal der Landesmeister 1961/62. In den ersten beiden Runden setzte sich der Club mit jeweils zwei Siegen gegen Irlands Drumcondra FC und Fenerbahçe Istanbul durch. Im Februar 1962 war der Gegner im Viertelfinale der Titelverteidiger Benfica Lissabon. Auf schneebedecktem Boden auf heimischen Platz gewann der Club nach 0:1-Rückstand mit 3:1 dank zweier Treffer des 21-jährigen Gustav Flachenecker und einem von Heinz Strehl mit 3:1. Im Rückspiel im Estádio da Luz am 22. Februar waren die Nürnberger aber chancenlos: schon zur Halbzeit lagen die Lissabonner mit 3:0 vorne und nach 90 Minuten hieß es 6:0. Altstar José Águas und der junge Eusébio in seiner ersten Europapokalsaison trafen jeweils zwei Mal und sollten schließlich in einem der herausragenden Finales der Europapokalgeschichte gegen Real Madrid den Titel erneut gewinnen.
In der darauf folgenden Saison 61/62 verlor der Club das Finale um die deutsche Meisterschaft am 12. Mai 1962 in Berlin mit 0:4 gegen den 1. FC Köln, konnte aber den DFB-Pokal im Endspiel am 29. August in Hannover mit 2:1 n. V. gegen Fortuna Düsseldorf für sich entscheiden.
In der Saison 1962/63 nahm der Club daher am Europapokal der Pokalsieger teil. Über AS Saint-Étienne und Boldklubben 1909 gelang souverän der Einzug ins Halbfinale. Gegen den Titelverteidiger Atlético Madrid schoss Tasso Wild noch einen 2:1-Sieg heraus, das Rückspiel ging aber mit 0:2 verloren. Atlético sollte das Finale gegen Tottenham Hotspur klar mit 1:5 verlieren.
Am 24. August begann in Deutschland die Geschichte der Bundesliga. Der Club erreichte dabei im ersten Spiel ein 1:1 bei Hertha BSC. In den nächsten vier Spielen folgten drei Siege und ein weiteres Unentschieden. Der Club war Vierter in der Tabelle. Am 5. Oktober begann mit einer 2:4-Heimniederlage gegen den Karlsruher SC eine Serie von Niederlagen. Besonders nachhaltig waren das 0:5 am 7. Spieltag beim TSV 1860 München und die Heimniederlage in selber Höhe zu Hause am neunten Spieltag gegen den 1. FC Kaiserslautern. Der Club befand sich danach auf Platz 13 der damals noch 16 Vereine umfassenden Bundesliga. Nach dem Spiel verbrannten Fans Fahnen und forderten seine Entlassung. Beim Verlassen der Kabine wurde Widmayer als „Dreckschwein“ tituliert und bespuckt.
Die Volksseele kochte, Widmayer und seine Frau erhielten zahlreiche unwirsche Anrufe und Drohungen von erbosten Fans, andere ließen ihren Unmut an einer Türe seines Opel Rekord Coupés aus. Am Abend des Mittwoch des 30. Oktober äußerte der Club-Präsident vor versammeltem Vorstand gegenüber Widmayer, dass es „zur Katastrophe“ kommen könne. Unter den waltenden Umständen sei ihm keine weitere Trainertätigkeit beim 1. FC Nürnberg zuzumuten. Der Trainer möge sich aus gesundheitlichen Rücksichten von der nervlichen Belastung ständiger Drohungen befreien und Urlaub nehmen. Widmayer stimmte dem zu. Damit war die erste Trainerentlassung der Bundesliga-Geschichte vollendet.
Von Spielern hörte man vielfach Bedauern über die Entscheidung. Der mittlerweile 38-jährige Max Morlock meinte, „Das hat er nicht verdient. Nach drei Jahren der Erfolge schickt man einen Mann so nicht weg“, und Heinz Strehl schimpfte, „Was heute und hier geschehen ist, ist eine riesige Sauerei. Dieses Leben ist wirklich ein Scheißspiel!“
Als Hauptgrund für die Misere wurde vielfach angesehen, dass der Mannschaft nach der Meisterschaft von 1960 kaum neue Spieler zugeführt wurden. „Wir hätten hervorragende Spieler kaufen können – aber nur mit den nötigen Zahlungen unter dem Tisch“, führte Widmayer aus.
Am 1. November wurde Jenő Csaknády Widmayers Nachfolger. Ferdinand „Nandl“ Wenauer beklagte, „Die Zeiten der Trainer-Spieler-Kumpanei waren endgültig vorbei. Fußball war keine Nebenbeschäftigung mehr, sondern Hauptberuf. Die bezahlten Spieler waren fortan nicht mehr mitbestimmende Vereinsmitglieder, sondern weisungsgebundene Angestellte“.
Der 1. FC Nürnberg beendete die Saison auf dem neunten Platz. Jenö Csaknady wurde im November 1966 entlassen.

### Weitere Trainerstationen

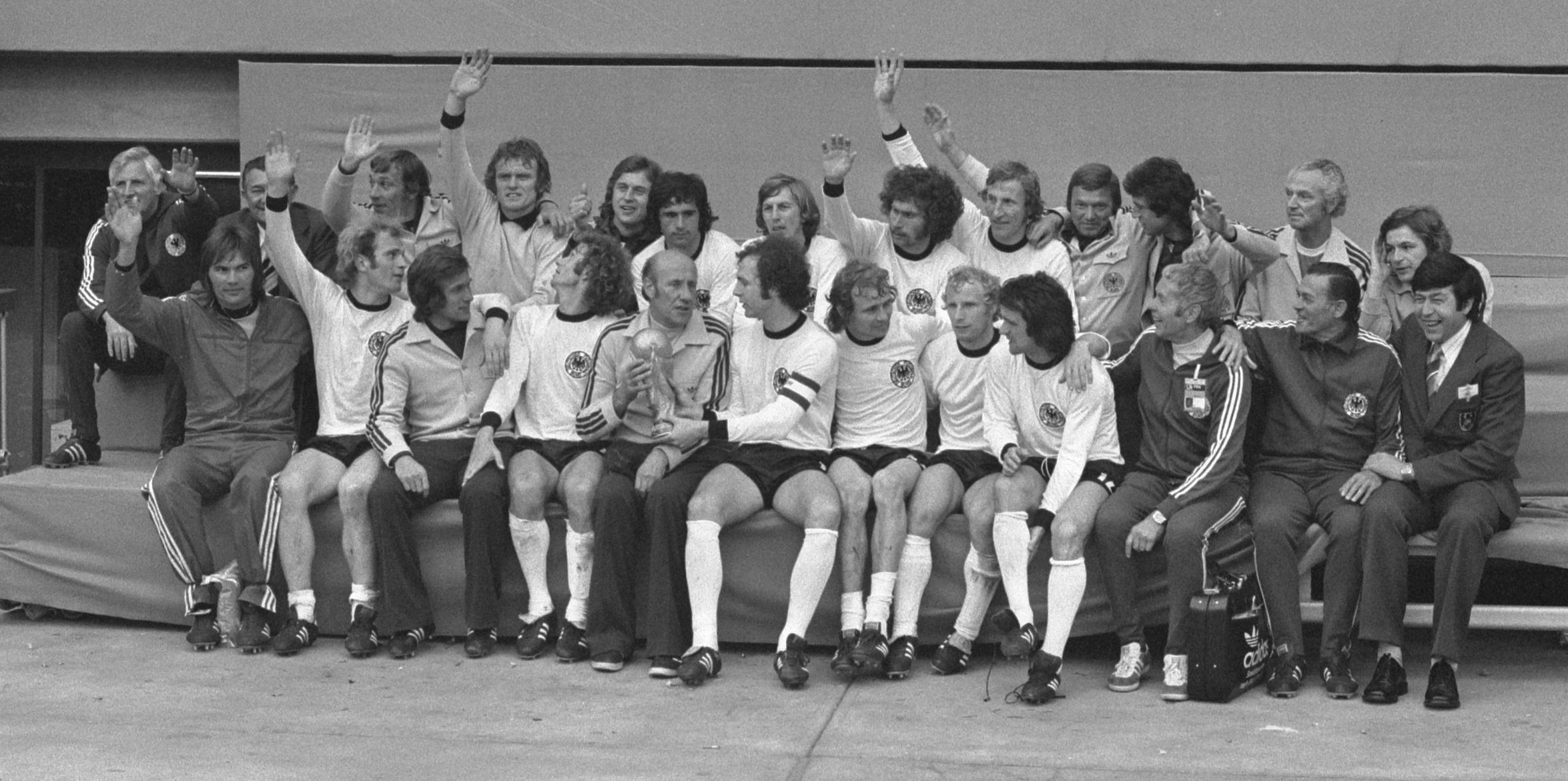
Herbert Widmayer (2. v. rechts, untere Reihe) mit der deutschen Nationalmannschaft nach dem Gewinn der Weltmeisterschaft 1974 in München

Nach der Absetzung beim „Club“ arbeitete er von 1964 bis 1966 beim KSV Hessen Kassel in der damals zweitklassigen Fußball-Regionalliga Süd. Kassel, 1963/64 mit drei Punkten Vorsprung vor dem FC Bayern Meister der Liga, erreichte in der Zeit Widmayers den fünften und den sechsten Rang.
1966 wechselte er zum Badischen Fußballverband nach Karlsruhe, und arbeitete in der Sportschule Schöneck. Mit der Amateurauswahl Nordbadens gewann er 1967 und 1969 den Länderpokal des DFB. Jeweils nur ein Spieler der Siegermannschaften hatte in der damaligen Amateurnationalmannschaft Praxis vorzuweisen: 1967 war dies der 20-fache Nationalspieler und Routinier Horst Kunzmann vom 1. FC 08 Birkenfeld und 1969 das junge Talent Edgar Schneider vom VfR Pforzheim.
Im Februar 1968 war Widmayer noch einmal für zwei Partien in der Bundesliga als Interimstrainer für den Karlsruher SC auf der Bank. Er ersetzte hier Georg Gawliczek. Beide Spiele gingen verloren, Das letzte, wie auch das letzte beim Club, mit 0:5, in diesem Fall bei Borussia Dortmund. Er wurde durch Bernhard Termath abgelöst, der aber auch nicht verhindern konnte, dass der KSC elf Punkte hinter einem sicheren Platz Letzter wurde und erstmals abstieg.
Von 1970 bis 1979 war er beim DFB für die Jugendauswahl und von 1972 bis 1980 zudem für die Studentenauswahl verantwortlich. Bei der Fußballweltmeisterschaft von 1974 gehörte er zum Trainerstab von Helmut Schön.

## Persönliches und die Zeit danach
Herbert Widmayer, Sohn eines Kieler Seemanns, wurde im Zweiten Weltkrieg zweimal als Pilot eines Kampffliegers abgeschossen und geriet dadurch in britische Gefangenschaft. Nach seiner Rückkehr in die Heimat musste er feststellen, dass seine Frau im Sterben lag, und sein Bruder Werner Widmayer, der es als Fußballer bei Holstein Kiel zum Nationalspieler gebracht hatte, während des Zweiten Weltkriegs in Russland gefallen war. Sein Sohn starb bei einem Autounfall.
Dem Bund Deutscher Fußball-Lehrer diente er zwischen 1978 und 1994 als redegewandter und jovialer Präsident. Sechs Jahre lang führte er die Union Europäischer Fußballtrainer, zu deren Mitbegründern er gehörte und zu deren Ehrenpräsidenten er nach seinem Ausscheiden aus dem Amt ernannt wurde.
Im Sommer 1998 starb der mit seiner zweiten Frau in Frechen bei Köln lebende Herbert Widmayer an den Folgen eines Schlaganfalls.

## Trainerstationen
- 1948–1950 VfL Osnabrück
- 1950–1954 Fußball-Verband Westfalen
- 1954–1955 Hessischer Fußball-Verband
- 1955–1956 SV Sodingen
- 1956–1960 VfL Bochum
- 1960–1963 1. FC Nürnberg
- 1964–1966 KSV Hessen Kassel
- 1966–1970 Badischer Fußballverband
- 1968 Karlsruher SC (Interimstrainer vom 10. bis 18. Februar)
- 1970–1979 Deutscher Fußball-Bund